# Danielle Rousseau
Danielle Rousseau är en fiktiv karaktär i ABC-dramaserien Lost, vars handling följer över fyrtio personer som strandsatts på en tropisk ö efter en flygplanshaveriet i Stilla havet. Den kroatiska skådespelaren Mira Furlan spelar en forskare vars fartyg förliser vid ön sexton år innan händelserna i första avsnittet av serien. Under femte säsongen spelade den amerikanska skådespelaren Melissa Farman rollen som en yngre Rousseau efter att Furlan beslutat sig för att hoppa av produktionen. Under sjätte säsongen återvände Furlan och spelade in ett ytterligare avsnitt. Under TV-seriens gång har Rousseau deltagit i sammanlagt tjugosex avsnitt samt ett ytterligare där bara hennes röst hörs.
Karaktären, som vanligtvis kallas "The French Woman" (den franska kvinnan) av överlevarna på ön, introduceras tidigt i Losts första säsong. Sexton år innan flyghaveriet var hon medlem i en forskningsgrupp som strandsatts på ön efter att deras forskningsfartyg förliste. Två månader efter haveriet födde Rousseau dottern Alex (Tania Raymonde) som senare blev tagen av öns ursprungliga invånare, en grupp människor som Rousseau kallar "De andra". Rousseaus tid ensam på ön har gjort henne till en hård och osympatisk kvinna som till en början betraktas som galen av överlevarna. Hennes huvudsakliga agenda i serien är att återförenas med sin dotter, vilket förverkligas i säsongsavslutning tre; "Through the Looking Glass". Föreningen blir kortvarig när Rousseau skjuts och dödas av en grupp legosoldater i mitten av säsong 4.
Manusförfattarna skrev ett avslut för Rousseau på Furlans begäran som inte ville fortsätta att åka till Hawaii för att spela in avsnitten. Hon avvisade senare detta rykte och kallade det för osanning. Producenterna bakom Lost planerade att ge Rousseau ett "flashback-avsnitt" under säsong 4. Dessa planer försenades på grund av Writers Guild of America-strejken år 2007 och 2008. Manusförfattarna meddelade att hennes historia "definitivt" skulle avslöjas men att säga att hennes berättelse skulle ske via flashbacks skulle vara "oärligt". Recensenters reaktioner på karaktären var övervägande positiva. Många kritiserade hennes abrupta dödsscen som ansågs vara "ovärdig".

## Historia

### Före flyghaveriet
Sexton år innan Oceanic 815 havererade på ön var Danielle Rousseau en höggravid medlem på ett franskt forskningsfartyg. Tre dagsrutter från Tahiti upptäckte besättningen på sex man en radiosignal som härstammade från södra delen av stilla havet. Signalen upprepade talserien 4, 8, 15, 16, 23 och 42. Medan de försökte lokalisera källan gick fartyget på grund utanför ön. Innan de nådde land hittade hennes team Oceanic 815-överlevaren Jin-Soo Kwon (Daniel Dae Kim) som hade rest bakåt i tiden och upplevt öns historia på grund av de tidsskiften som drabbade alla överlevare.
Efter flyghaveriet berättade Rousseau för överlevarna på Oceanic 815 att alla i hennes team smittades av en sjukdom från de andra två månader efter hennes ankomst. För att sjukdomen inte skulle nå resten av världen dödade hon sina kolleger- inklusive maken Robert. När Jin reser bakåt i tiden bevittnar han en annan version av Rousseaus historia. Det visar sig vara den Svarta röken som är ansvarig för "sjukdomen" vilket tvingar Rousseau att döda sina kolleger. Hon konfronterar Robert, maken och pappan till hennes barn, under pistolhot och anklagar honom för att vara "annorlunda". Robert förnekar detta och förklarar att röken är ett säkerhetssystem för templet som de befinner sig i. Han övertygar henne att sänka sitt vapen varpå han försöker skjuta henne men skjuts själv av Rousseau. Hon försöker även döda Jin eftersom hon antar att han har smittats av sjukdomen.
Rousseau begav sig till radiotornet där hon ersatte sifferkombinationen med ett upprepande nödanrop. Tre dagar senare födde hon en dotter, Alexandra. En vecka efter födseln kom Benjamin Linus (Michael Emerson) och tog Alex från Rousseau. Ben övertalade henne att barnet var i säkerhet med dem och att hon var lyckligt lottad som inte dödades. Innan Ben gav sig av sa han att om hon hör viskningar, ska hon springa åt motsatt håll. Efter detta började Rousseau lägga ut fällor i djungeln i hopp om att fånga en av de ansvariga för Alexs kidnappning. Åren som ensam, liksom kamraternas död och Alex försvinnande kom dock att starkt påverka hennes mentala hälsa, varför hennes historia inte betraktades som fullständigt pålitlig av överlevarna efter flyghaveriet.

### Efter flyghaveriet
Rousseau introducerades för första gången i säsong 1, avsnitt "Solitary", när hon tillfångatog Sayid (Naveen Andrews), en av överlevarna från flygkraschen. Rousseau torterade honom med elchocker i tro att han tillhör De andra. Sayid övertalade henne att han inte tillhör de andra och släpptes fri från sina handbojor när han erbjöd sig att laga en speldosa som hon fått av Robert. Strax därefter lyckades Sayid rymma och stjäla med sig flera av hennes anteckningar och kartor över ön. Två veckor senare fann hon Claire yrande omkring i djungeln efter att ha blivit kidnappad av De andra och lyckats rymma. Eftersom Claire, som fortfarande är drogad, förde oväsen och lockade dit De andra tvingades hon knocka henne medvetslös, varefter hon bar henne tillbaka till överlevarnas läger (avslöjades först via tillbakablickar i den andra säsongens femtonde avsnitt, "Maternity Leave"). Nästa gång Rousseau syns är i avsnittet "Numbers" där hon sköt mot Charlie (Dominic Monaghan) och Hurley (Jorge Garcia), i tron att de tillhörde De andra. I första säsongsfinalen, som utspelade sig 43 dagar efter flygolyckan kom Rousseau till stranden där de överlevande bodde för att varna dem att De andra kom. Efter att Claire fött sonen Aaron, stal Rousseau honom i tro om att kunna ge honom till De andra i utbyte mot sitt eget barn. När De andra inte dök upp tvingades hon motvilligt att ge tillbaka honom till Sayid. I säsong två, som utspelade sig två veckor senare berättade hon för Sayid att hon fångat en av De andra, som senare visade sig vara Ben. En tid senare slöt hon sig samman med Claire och Kate Austen (Evangeline Lilly). Tillsammans letade de efter medicin till Claires baby i en av De andras arbetsstationer. Rousseau hade i själva verket en annan agenda och följde med i hopp om att hitta Alex. Claire som fram till dess inte har haft något minne av när De andra kidnappade henne kom plötsligt ihåg att det var Alex som hjälpte henne att rymma. Hon berättade detta för Rousseau som blev synligt känslomässigt berörd.
"Danielle var en väldigt komplex karaktär som utvecklades under seriens gång. När hon syns för första gången verkar hon vara en vilde till kvinna men när man lär känna henne kan man känna kampen och börjar att sympatisera med henne. Man upptäcker att hon är en av seriens få karaktärer som inte har ett mörkt förflutet, en av de rena karaktärerna om man så vill." 

I mitten av säsong tre, lyckades Kate övertyga Rousseau att hjälpa en grupp av överlevarna att leta efter De andras hem, genom att avslöja att Alex hjälpte henne att rymma från deras fångenskap. När de anlände övergav Rousseau resten av gruppen och betraktade Alex från en buske när hon gick förbi. Några dagar senare ledde Rousseau gruppen till radiotornet för att de skulle kunna kontakta ett förbiseglande fraktfartyg. På väg dit träffade de Ben och Alex och Ben avslöjade för Alex vem Rousseau var och mor och dotter återförenade slutligen. Säsong fyra började med att överlevarna delade upp sig i två grupper. Några trodde att människorna på fraktfartyget var farliga, däribland Rousseau och Alex som anslöt sig till Locke (Terry O'Quinn) och hans grupp. Ben fick reda på att fraktfartygets besättning hade för avsikt att döda alla på ön och skickade Rousseau, tillsammans med Alex och hennes pojkvän Karl (Blake Bashoff), till templet där De andra befann sig. På vägen dit attackerades Rousseau och Karl av osynliga fiender och båda dödades. Deras begravda kroppar återfanns av Miles (Ken Leung), Sawyer (Josh Holloway) och Claire som lämnat Locke och begett sig mot stranden.

## Utveckling

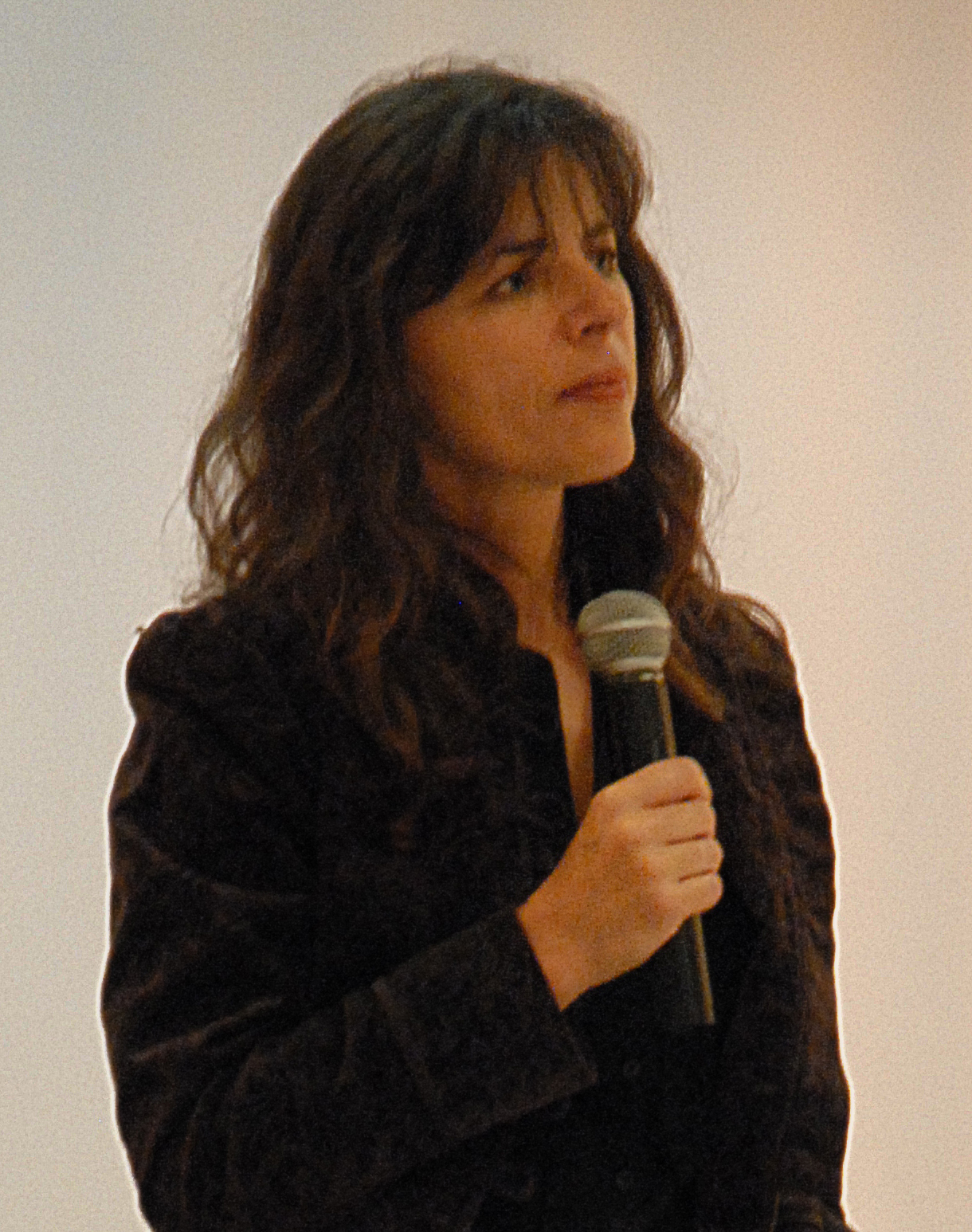
Furlan år 2009.

Rousseau namngavs efter den schweizisk-franska filosofen Jean-Jacques Rousseau. Rousseau är från Frankrike men skådespelaren Mira Furlan är från Kroatien vilket ledde till spekulationer att Rousseau i själva verket inte var från Frankrike. I en av Losts officiella podcasts skämtade producenten Carlton Cuse; "en Fransk kvinna som har Kroatiskt uttal och har levt ute i skogen i sexton år med insekter som föda... har problem. De problemen måste hon komma över innan hon kan träffa Alex." Furlan förstod Rousseaus beslut att inte träffa sin dotter, eftersom ingen någonsin skulle kunna förbereda sig för ett sådant ögonblick. Furlan mötte Raymonde bara några minuter innan de skulle spela in återföreningen i den tredje säsongsfinalen. Skådespelarna ansåg att scenen var ett "enormt ögonblick" för deras karaktärer. Furlan gladdes åt att ha en så vacker partner och noterade deras utseendemässiga likheter.
Furlan ska ha bett om att få bli skriven ut ur serien för att hon inte ville åka till Hawaii för att spela in avsnitten. Hon avvisade senare detta rykte och kallade det för osanning. Producenterna beslutade att Rousseau skulle bli skjuten men med en lucka för återkomst i säsong 5. Delägarna och chefsproducenterna Damon Lindelof och Cuse planerade för att Rousseau skulle få ett eget "flashback-avsnitt" i säsong fyra. Dessa planer försenades och ställdes slutligen in på grund av Writers Guild of America-strejken år 2007 och 2008. När Lindelof frågades om Rousseau skulle få ett flashback-avsnitt i säsong 5 svarade han att hennes historia "definitivt" skulle avslöjas men att säga att hennes berättelse skulle ske via flashbacks skulle vara "oärligt". Cuse ville ta ett steg bort ifrån ordet "flashback" och istället "omfamna ett helt nytt ord". Han avslöjade att det fortfarande skulle finnas flashbacks "flash-forwards" i kommande avsnitt av serien men att något nytt skulle göras i nya avsnitt. "Vi vill snurra till det lite". Istället för att berätta karaktärens liv via tillbakablickar, som i föregående säsonger, skulle berättandet ske både på och utanför ön i olika tider. Enligt uppgifter planerade manusförfattarna att Furlan skulle gästa serien i säsong 5 men detta rann ut i sanden.  Istället återvänder karaktären Rousseau i alternativa verkligheter (hon havererade aldrig på ön, förlorade Alex eller blev galen) i seriens sjätte säsong.
| ”                                                      | Jag fick rollen bara genom en vanlig audition. Det var från början bara tänkt att jag skulle vara med i en eller två avsnitt. Men de behövde uppenbarligen rollen för handlingen så jag var titt som tätt i Hawaii, som är en av de vackraste platserna på jorden. Det var fantastiskt att jobba med Naveen och jag fick även tillfälle att jobba lite med Terry O’Quinn som är en av de mest underbara skådespelare som existerar. Det var roligt. Nu är serien slut så vi får se vad som händer härnäst. | „ |
| – Farlan om att hennes karaktär "skrevs ut" ur serien. | |   |

## Mottagande
I en recension av hennes första avsnitt, "Solitary", skrev Chris Carabott från IGN att Rousseau verkade vara mer känslomässigt sårbar än i senare avsnitt och var som ett "osäkrat vapen". Carabott ansåg att allteftersom serien pågick och mysteriet kring karaktären löstes lyckades inte Rousseau leverera samma storslagna intryck. I hans recension av "Numbers", ett avsnitt där Rousseau uppenbarade sig för andra gången, beskrev han mötet mellan Hurley och Rousseau som "avsnittets bästa ögonblick". Han skrev; "Hurley finner tröst hos någon som man minst anade". Lost-skaparen J.J. Abrams rosade Furlan för att hon lyckades ge karaktären ett "hjärta och själ" och gjorde henne "identifierbar och komplex".
Rousseaus ovissa öde i "Meet Kevin Johnson" var ett stort ämne bland kritiker. Alan Sepinwall från The Star-Ledger ansåg att relationen mellan Rousseau och Alex förblev outforskad vilket gjorde Rousseaus död ett bortslösat tillfälle att senare skapa en mera kraftfull och känsloladdad dödsscen. BuddyTVs skribent Don Williams trodde att Rousseau skulle överleva med anledning av att hon ännu inte haft en flashback-avsnitt. Dan Compora från SyFy Portal var besviken på hennes sista scen och skrev; "Jag var inte chockerad att Danielle blev dödad men scenen kändes hastigt ditslängd av skaparna ifall serien inte skulle ha getts en ytterligare säsong av ABC. Compora ansåg att Rousseau förtjänat mer tid i avsnittet innan hon dödades. San Francisco Chronicle och skribenten Tim Goodman ansåg att hennes sista scen var ett "oförskämt och lat sätt att bli av med Rousseau". John Kubicek, också från BuddyTV skrev att hennes död var "otillfredsställande" och fortsatte; "Sen har vi den där sista, komprimerade scenen i slutet som kändes så konstgjord att jag råkade byta kanal. Jag håller med om att Danielle Rousseau- skjuten av en pilbåge- är chockerande, men är detta vad serien har kommit till? Att slumpmässigt döda en återkommande karaktär bara för att skapa en cliffhanger?"